# Poer (rivier)
De Poer (Russisch: Пур) is een rivier in het Russische autonome district Jamalië, binnen de oblast Tjoemen in West-Siberië.
De rivier wordt gevormd door de samenloop van de rivieren Pjakoepoer en Aivasedapoer, die beide hun bronnen hebben op de noordelijke Siberische heuvelrug. De rivier is 389 kilometer lang en wordt vaak gezien als de verlenging van de Pjakoepoer, die daarmee 1024 kilometer lang is. De rivier heeft een meanderende loop en vormt in de benedenloop meerdere lopen. De rivier stroomt over het noorden van het West-Siberisch Laagland en mondt uit in de Tazboezem, die weer via de Obboezem uitmondt in de Karazee van de Noordelijke IJszee. De rivier is bevroren van november tot mei en wordt vooral gevoed door sneeuw en regen.
In het stroomgebied van de Poer ligt het gasveld Oerengoj en het olie- en gasveld Goebkin.

## Stroomgebied
Poer
Aivasedapoer
Pjakoepoer
Jangjagoen
Njoetsja-Komoetajacha
Vyngapoer